# Cornelius Ludovicus de Wijkerslooth

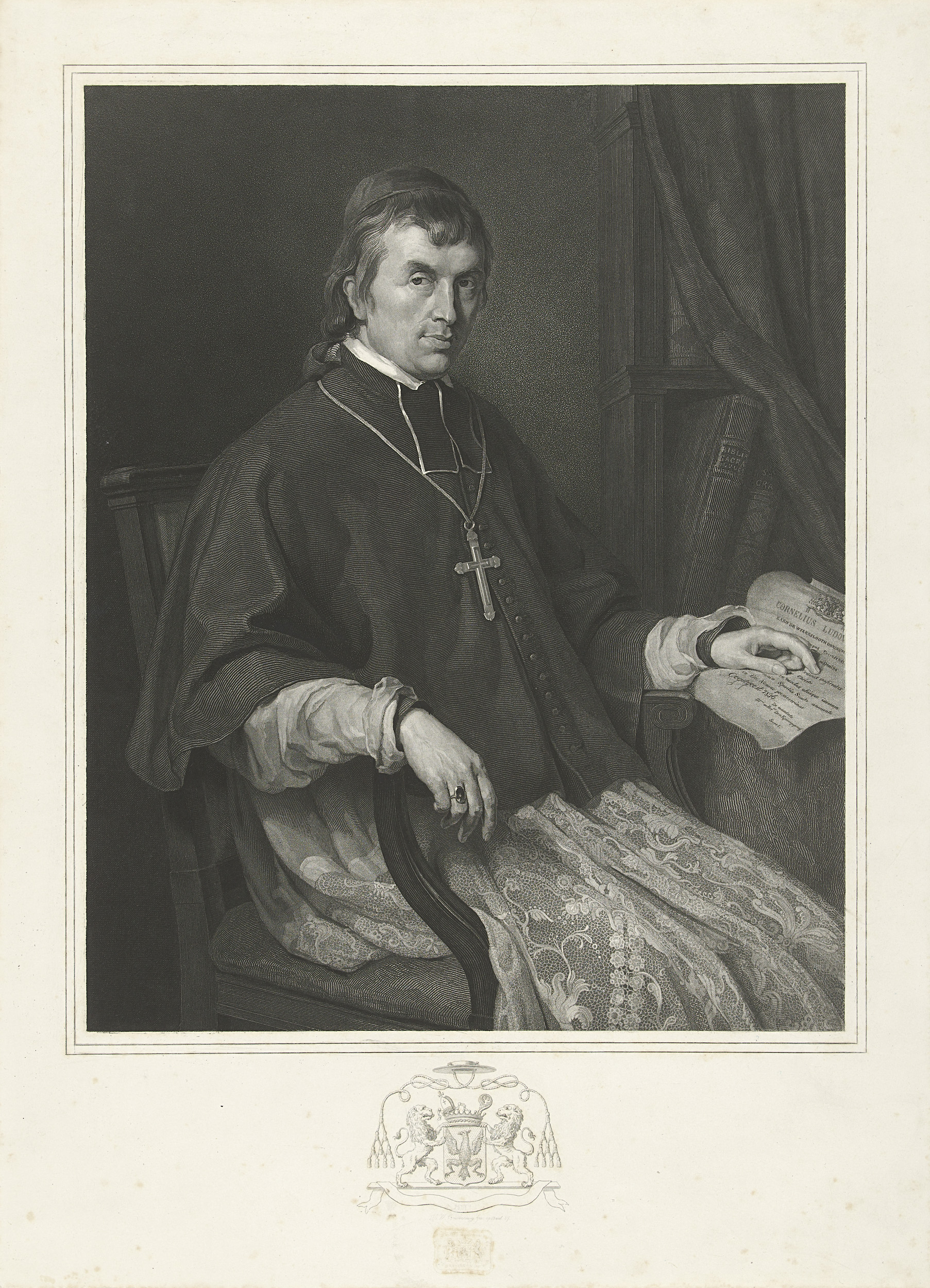
C.L. de Wijkerslooth

Cornelius Ludovicus baron de Wijkerslooth, heer van Schalkwijk en Weerdesteyn (ook: Van Wijkerslooth) (Haarlem, 25 mei 1786 - Oegstgeest, huis Duinzigt, 10 november 1851) was een Nederlands geestelijke, priester gewijd in 1811 te Paderborn en in 1833 te Antwerpen tot titulair bisschop van Curium (in Cyprus) of zoals destijds geheten, bisschop in partibus infidelium (in het gebied der heidenen).

## Levensloop
Cornelius was lid van de familie De Wijkerslooth en werd in 1833 professor filosofie op het grootseminarie van Warmond. Hij werd de eerste bisschop voor de Hollandse Zending, Nederland boven de grote rivieren, sinds de Reformatie. Tegelijk was hij de enige bisschop buiten Limburg tot de dag van vandaag met een adellijke titel. Onder zijn bisschopswapen, met mijter en baronnenkroontje, zijn motto: Demissa capit, superna respicit, (hij heeft het mindere, heeft eerbied voor het hogere).
Al vanaf het begin van de 19de eeuw werden wegen gezocht naar normalisering van de katholieke verhoudingen in Nederland. Met de komst van De Wijkerslooth als bisschop kon er niet alleen in Noord-Nederland weer gepontificeerd worden (plechtigheden uitvoeren waarbij een bisschop is vereist, zoals het toedienen van het vormsel, het consacreren van kerken, het wijden van priesters en bisschoppen en de daarvoor benodigde oliën) maar er was ook iemand om het herstel van de hiërarchie voor te bereiden, een herstel dat De Wijkerslooth zelf net niet meer heeft beleefd. De Wijkerslooth was in het kat- en muisspel en de diplomatie rondom dit herstel verre de mindere van zowel de apostolisch vicaris Joannes Zwijsen van 's-Hertogenbosch als van bisschop Cornelis Richard Anton van Bommel van Luik; deze laatste was overigens net als Van Wijckerslooth een 'Hollander' en een 'man van stand'.
Dat het herstel van de katholieke hiërarchie moeizaam was, is niet geheel op het conto van de protestanten of de Aprilbeweging te schuiven. In Noord-Nederland had zich inmiddels een coterie van vicarissen en aartspriesters gevormd die de bestaande situatie prefereerden, zonder bisschoppelijke opzichters. Ook de strijd tussen regulieren (kloosterorden) en seculieren (wereldheren) speelde een vertragende rol, evenals die tussen het Noorden en het Zuiden Zo was er lang verzet in het rooms-katholieke Zuiden dat de zetel van St.-Willibrord als aartsbisdom weer in Utrecht zou komen en niet in 's-Hertogenbosch.
Ten slotte was er de rol van de apostolische zaakgelastigden of internuntii in Den Haag. Dezen mochten van de Nederlandse regering na de afsplitsing van België weliswaar de titel monseigneur voeren maar niet de bisschoppelijke waardigheid bezitten. Sommigen van hen - jong, onervaren - achtten zich toch min of meer de 'baas' of vice-superior van de Hollandse Zending, zoals Antonio Antonucci die geen woord Nederlands sprak. Zij hadden geen belang bij bisschoppen voor het Noorden die hoger in rang waren.
De Wijkerslooth was tevens heer van de Utrechtse heerlijkheid Schalkwijk, als opvolger van zijn moeder Anna Ram van Schalkwijk (1760-1828) die in 1819 de heerlijkheid Schalkwijk had aangekocht; zijn broer volgde hem in 1851 op als baron en heer van Schalkwijk. De Wijkerslooth is begraven in Schalkwijk.

## Waardering
De historicus L.J. Rogier levert in zijn boek Katholieke herleving. Geschiedenis van Katholiek Nederland sinds 1853 (1956) kritiek zowel op de adellijke bisschop De Wijkerslooth als op degenen die hem aan deze positie hebben geholpen.
Het zou de baron-bisschop hebben ontbroken aan mensenkennis, inzicht, bestuurstalent en eloquentie. Daarnaast schortte het hem aan intellectuele inhoud en vaardigheden, schrijft Rogier. Wat De Wijkerslooth wel had was een fiks vermogen en de bereidheid om daar nobele dingen mee te doen voor zijn Kerk en voor de priester- en katholieke elite-opleidingen. Zo stond hij niet alleen aan de wieg van het seminarie van Warmond maar geldt hij ook als de oprichter en mecenas van wat zou worden tot de katholieke jezuïetenschool in Katwijk aan den Rijn, later verplaatst naar De Breul in Zeist, nog weer later zonder jezuïeten en zonder elite. Ook wilde hij een missiehuis waar jongens die voor de missie wilden leren zich konden voorbereiden. Maar ofschoon hij een forse som geld, meubels en kunstschatten voor dit doel bestemde kwam het er niet van.

## Eerbewijzen
Aan De Wijkerslooth werd bij KB van 16 juli 1822 homologatie van de titel van baron verleend, voor zijn persoon alleen (op te vatten als inlijving met de titel van baron).
In 1840 benoemde koning Willem II hem tot commandeur in de Orde van de Nederlandse Leeuw.
Bij KB van 28 april 1847 werd hem vergunning verleend tot het aannemen en dragen van de versierselen van commandeur in de Orde van Sint-Gregorius de Grote.
Rond De Wijkerslooths buitenverblijf 'Duinzigt' te Oegstgeest herinneren namen nog aan de hoogeerwaarde baron: een plein, het Van Wijckerslooth Verpleeghuis en de aan het Leids Universitair Medisch Centrum verbonden kliniek voor kinder- en jeugdpsychiatrie Curium.